# Oxyroplata
Oxyroplata es un género de escarabajos  de la familia Chrysomelidae. En 1940 Uhmann describió el género. Contiene las siguientes especies:
- Oxyroplata aequicostata Uhmann, 1948
- Oxyroplata bellicosa (Baly, 1885)
- Oxyroplata clienta (Weise, 1905)
- Oxyroplata soror (Weise, 1905)